# Saori Jang
Saori (Japonés: 張 佐緖里; Coreano:  장은주; Hanja: 張恩珠) nació el 19 de mayo de 1981, es un Japonesa nacida en Corea de la tercera generación que saltó a la fama a través de Global Beauties Chat (미녀들의 수다) de KBS.

## Carrera
El trabajo de Saori ha variado, ella aparece en shows de variedades como comerciales, sobre todo en Japón. En Corea ella apareció en el reality show de MBC We Got Married quien se emparejó con Jung Hyung Don. Sin embargo, la pareja se "divorció" después de ocho episodios, Saori dejó el show, mientras que Hyung Don se quedó como anfitrión.
Saori se convirtió en un cantante en el 2008, lanzando su primer sencillo Happy Virus! en mayo. Ella ganó mucha popularidad.